# Ditlev Gothard Monrad
Ditlev Gothard Monrad (Copenaghen, 24 novembre 1811 – Nykøbing Falster, 28 marzo 1887) è stato un politico e vescovo danese, vescovo di Lolland-Falster e Presidente del Consiglio della Danimarca dal 31 dicembre 1863 all'11 luglio 1864.
Tra i principali fautori di una trasformazione del Paese in una monarchia costituzionale, durante il suo governo è costretto ad affrontare la seconda guerra dello Schleswig contro la Confederazione germanica guidata da Otto von Bismarck.
Dopo la sconfitta della Danimarca, Monrad emigra in Nuova Zelanda e si stabilisce a Palmerston North, nell'Isola del Nord dove compra 482 acri di terra.
Lì vive con la sua famiglia allevando mucche e pecore.
A seguito delle rivolte Maori decide di trasferirsi a Wellington per poi tornare in patria nel 1869.